# شیطان‌کوه

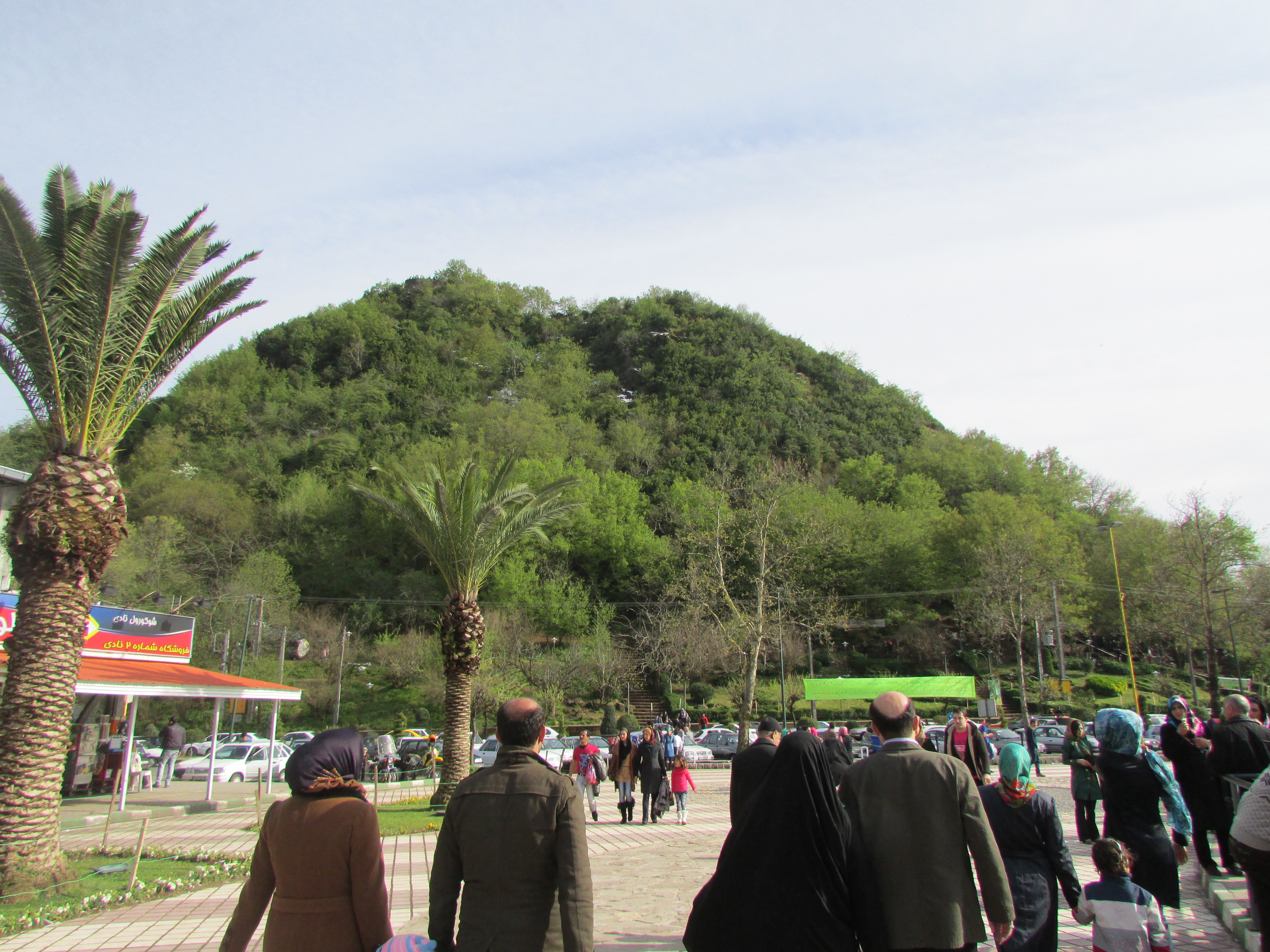
شیطان کوه در تعطیلات نوروزی

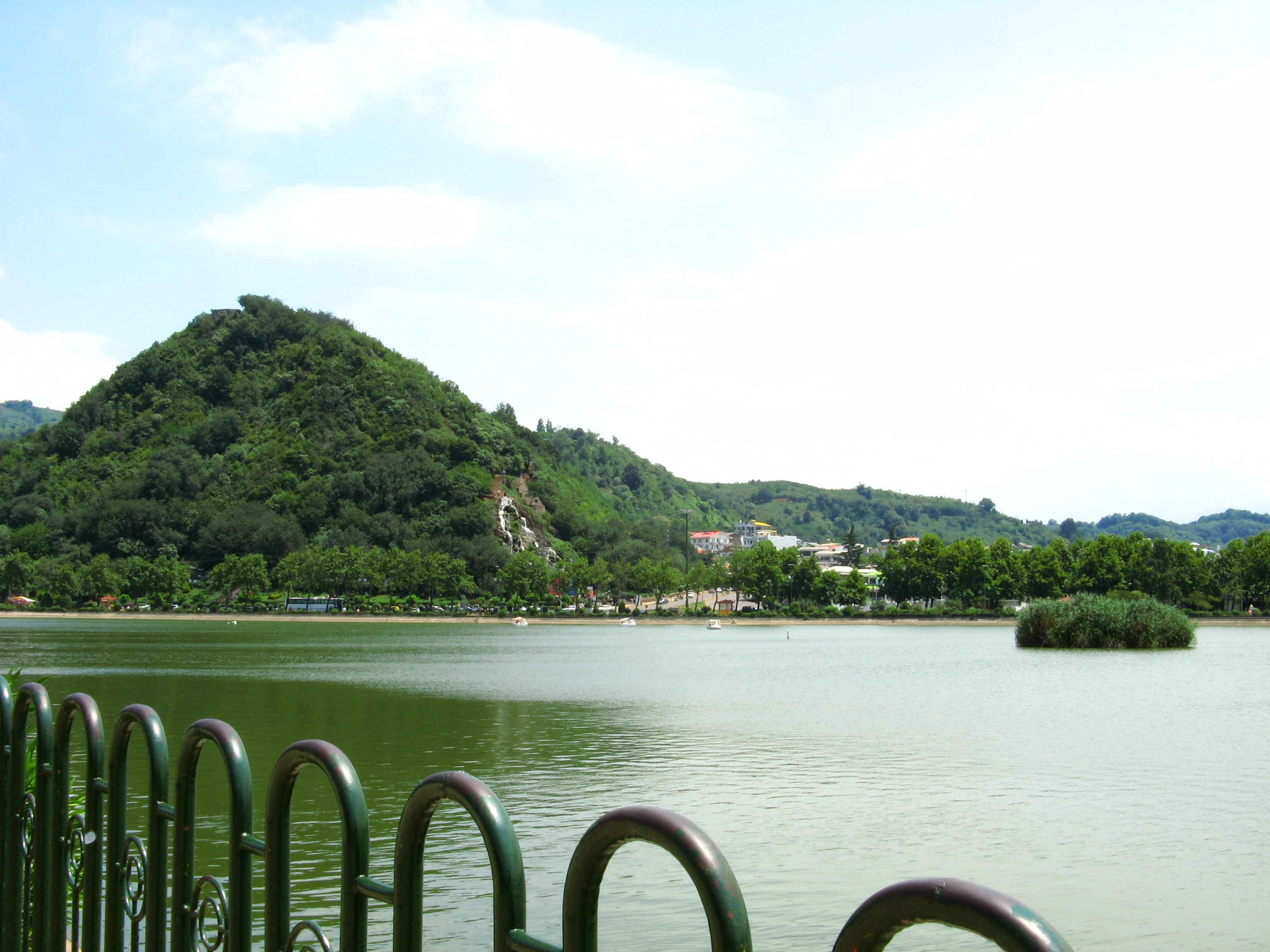
نمایی از شیطان‌کوه در پشت دریاچه

شیطان کوه، کوهی است در شرق شهر لاهیجان و در استان گیلان ایران. در گذشته به این منطقه شاه‌نشین کوه می‌گفتند و برکه‌ای که ۲۰۰ متر عرض و ۷۰ متر طول داشت در جلوی آن بود که برای انبار کردن آب در امر آبیاری از آن استفاده می‌شد. امروز برکه به دریاچه‌ای مصنوعی تبدیل شده که در میان آن جزیره‌ای وجود دارد و عمارت کوچکی در این جزیره خودنمایی می‌کند. در دل شیطان کوه آبشاری مصنوعی ایجاد شده که آب آن از همین دریاچه که به استخر لا هیجان معروف است، تأمین می‌شود. منطقه خوش آب و هوایی که با آبشار و دریاچه‌ای به همین نام، گردشگر پذیرترین نقطه لاهیجان به حساب می‌آید.

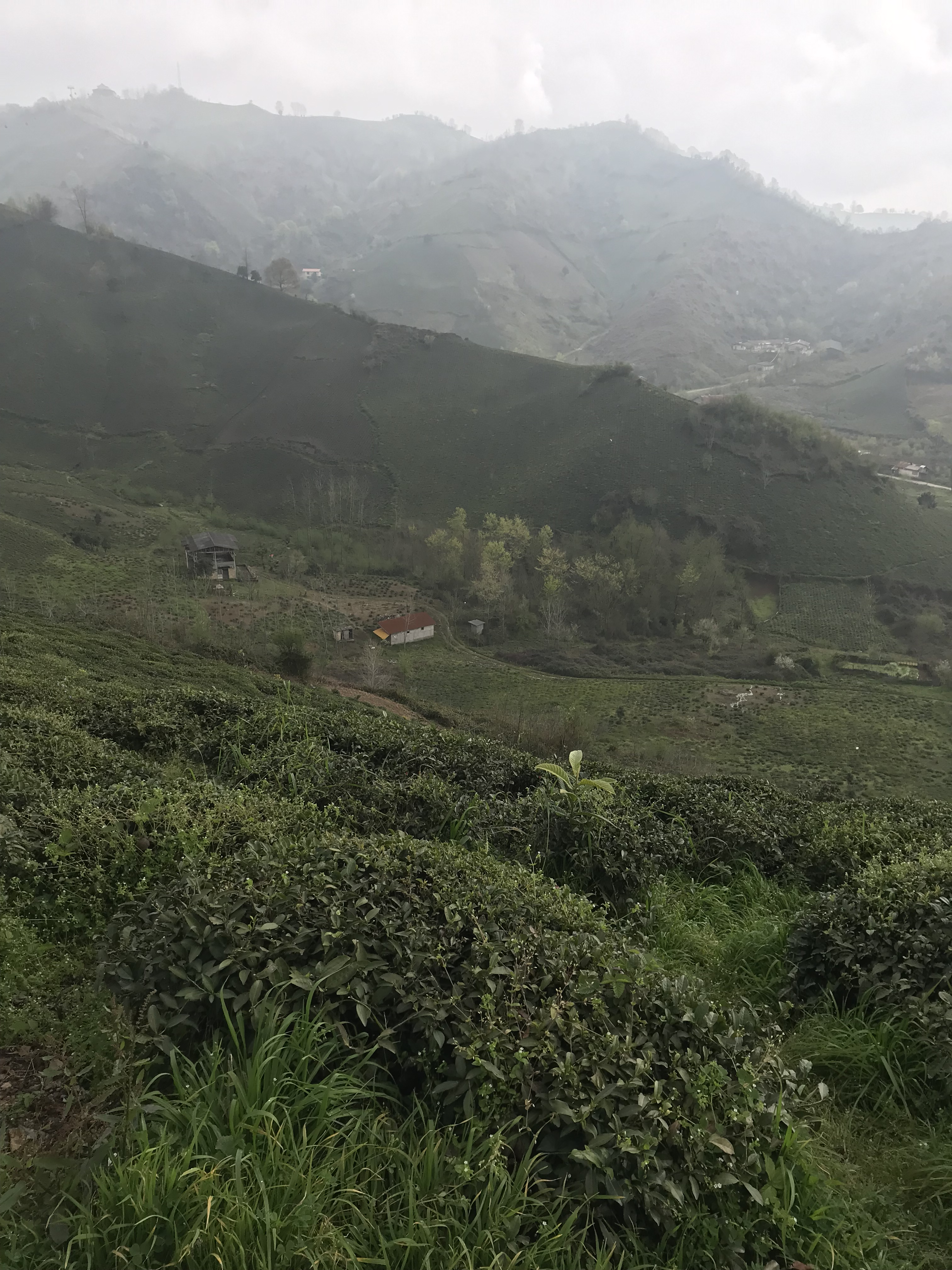
نمای شرقی شیطان‌کوه

## پیشینه نام گذاری
غاری قدیمی بین دو کوه وجود دارد که بر اثر گذشت زمان الآن تخریب شده یا این‌گونه اعلام شده و ورودی‌هایش مسدود است. شیخان و بزرگان این کوه را برای تفریح و شکار مورد استفاده قرار می‌دادند. از غار برای رفتن به کوه مجاور استفاده می‌کردند ولی اجازه برای عموم از استفاده از این کوه داده نمی‌شد و مردم اطلاعی از وجود غار هم نداشتند. صداهایی هم که شنیده می‌شد صدایی بود که از انعکاس صدای باد یا عبور و مرور بوده که شنیده می‌شده.
به مرور زمان شیخان کوه با توجه به داستان‌هایی که مردم برای یکدیگر تعریف می‌کردند به شیطان کوه تغییر یافت.

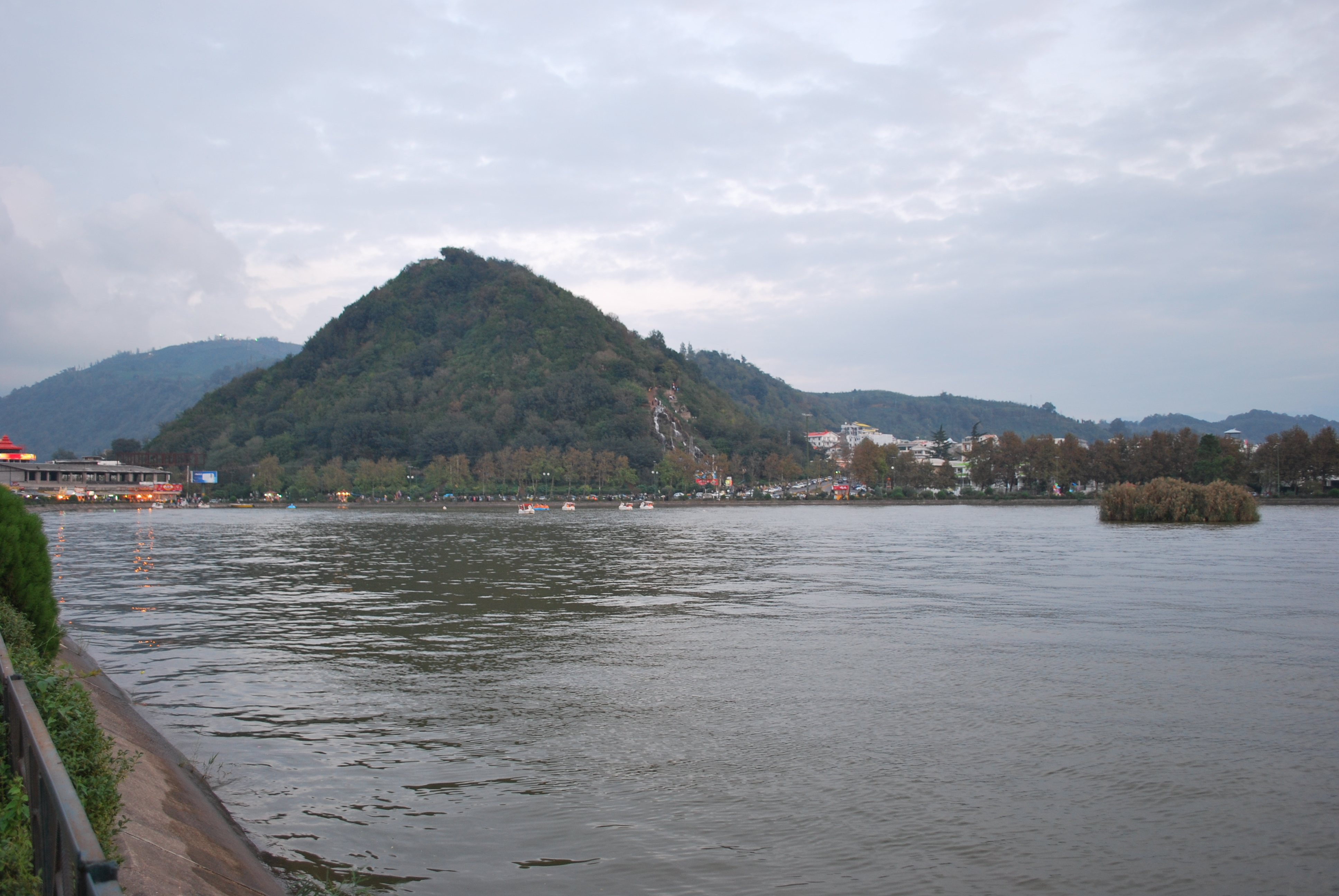
استخر لاهیجان و شیطان کوه

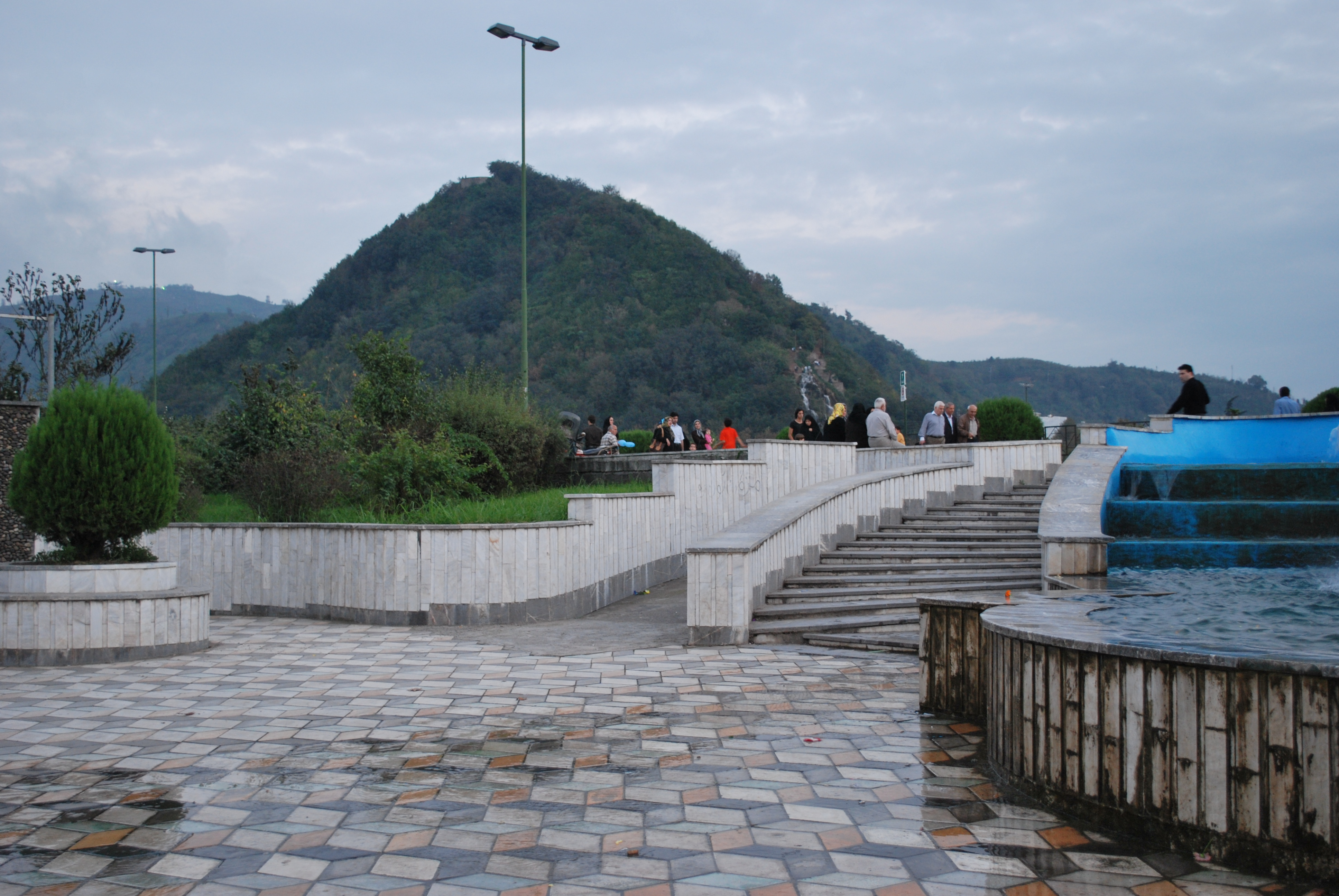
شیطان‌کوه